# Polivinilpirrolidone

Sintesi del PVP

Il polivinilpirrolidone (PVP) è un polimero idrosolubile di formula (C6H9NO)n, costituito da monomeri di 1-vinil-2-pirrolidone.
È solubile in acqua, alcool e altri solventi polari.
Fu scoperto e sintetizzato da Walter Reppe. Inizialmente è stato utilizzato come succedaneo del plasma umano e successivamente usato per numerose applicazioni farmacologiche, mediche, cosmetiche e industriali.
Viene utilizzato anche come additivo alimentare, come stabilizzante, con numero E1201. Utilizzato anche per la chiarifica del vino bianco.
Il polivinilpirrolidone è stato sottoposto alla valutazione del comitato scientifico dell’alimentazione umana nel 1990. In un parere scientifico del 1º luglio 2020, l’Autorità europea per la sicurezza alimentare  ha sottoposto a nuova valutazione la sicurezza del polivinilpirrolidone come additivo alimentare e ha preso in considerazione l’estensione del suo uso negli alimenti a fini medici speciali sotto forma di compresse, anche ricoperte.